# Центральный государственный архив Республики Дагестан
Центральный государственный архив Республики Дагестан (ЦГА РД) — государственное казённое учреждение при Управлении по делам архивов Республики Дагестан.

## История
14 июля 1923 года Постановлением СНК ДАССР было принято решение о создании Архивного бюро ДАССР.
В 2004 году был преобразован в Центральный государственный архив.